# Голямата екскурзия
„Голямата екскурзия“ – така е известен процесът на масово изселване от лятото на 1989 г. на български граждани от турското малцинство в страната. Засегнатите са около 360 000 души, които са принудени набързо да изоставят домовете си и да потърсят убежище в съседна Турция. Това е най-голямото етническо прочистване в Европа по време на Студената война, след изселванията на германци от Централна Европа през 40-те години.
Причина за това събитие става изявление, направено от председателя на Държавния съвет Тодор Живков през пролетта (29 май) на същата година. По това време Тодор Живков е фактически държавен глава в условията на тоталитарното управление на комунистическа България. Основното послание и призив на изявлението е Турция да отвори границата си за желаещите да се изселят български граждани, на които ще се даде тази възможност. Излъчено е по държавните БНР и БНТ. На 3 юни турската държава отваря границата си и това довежда до мащабна миграционна вълна през летните месеци на 1989 г. Само след няколко месеца – в края на август (21 август), огромният поток от хора принуждава турската страна отново да затвори границата. В официалната позиция на българските власти по отношение на масовото изселване на български турци и мюсюлмани се използва думата „екскурзия“, което провокира медиите с известна доза печална ирония да нарекат събитието „голямата екскурзия“.

## Предистория

### Възродителен процес
През 1984 г. Централният комитет на Българската комунистическа партия взема решение за изпълнение на програма за насилствена смяна на имената на българските турци и българските мюсюлмани. Тази програма остава в историята като „Възродителен процес“, при който около 850 000 българи и турци са задължени да променят арабо-турската си именна система. Наред с това е забранено носенето на шалвари от жените и черни такета с „антенки“ за мъжете. Сватбите и погребалните ритуали не бива да се извършват според ислямските традиции. Забранява се честването на основните мюсюлмански празници Рамазан байрам и Курбан байрам, както и правото да се говори на турски език.

Макар да съществува определена взаимозависимост, много източници оборват идеята за връзка между „Възродителния процес“ и „Голямата екскурзия“, тъй като между двете събития има четиригодишен период, протекъл без размирици и проблеми. Дори и да не съществува реален контакт между двете, идеята за масово изселване не е чужда на Тодор Живков, който в 1985 г. заявява: 
| „ | „Но те [турските власти] категорично не се съгласяват по въпроса за изселването. А ние сме заинтересовани да се изселят 100 – 150 хиляди души.“ | “ |

### Задгранични паспорти
През май 1989 г. в Париж се провежда конференция на Съвещанието по сигурност и сътрудничество в Европа (предтеча на ОССЕ), посветено на проблемите на човешките права и свободното движение на хора през границите. Представител на България е Петър Младенов и той съобщава, че в изпълнение на поетите ангажименти от страна на България на 10 май 1989 г. Народното събрание е приело поправки в законите за паспортния режим, българското гражданство и Наказателния кодекс. Законът за задграничните паспорти влиза в сила от 1 септември, но събитията се развиват стремително и издаването на паспорти на българските турци започва по-рано..
На 29 май 1989 г. Тодор Живков изнася голяма реч, в която подчертава българския произход на турците, но им дава правото да изберат дали да напуснат временно или завинаги България. Изявлението е излъчено по БНР и БНТ и бележи рязка промяна в отношението на властта, тъй като преди това на турците решително е отричано правото да се определят като такива.

## Протичане
Пропагандите, слуховете, взаимното уговаряне и натиск раздухват повсеместно изселническа еуфория сред българските турци. На 3 юни Турция отваря границата си и това довежда до мащабна миграционна вълна през летните месеци на 1989 г. Нагнетяват се тревога, националистически страсти и ксенофобия в цялото общество. На 7 юни на среща с политическия елит Тодор Живков не оставя никакво съмнение за смисъла на очертаващото се масово изселване.
| „ | „Бунтовете в страната спряха след това изложение (от 29 май). Ние сме на прага на голяма психоза за изселване. Как трябва да оценим тази психоза? Такава психоза на нас ни е необходима, тя е добре дошла. Аз ще кажа нещо, което пазим в тайна. Ако не изведем 200 – 300 хиляди души от това население, след 15 години България няма да я има. Тя ще бъде като Кипър или нещо подобно.“ | “ |

Въпреки уверенията от страна на управляващите Турция не е готова да приеме голяма изселническа вълна на територията си. На българо-турската граница се възцарява хаос и на 21 август преминаването на превозни средства и хора е спряно от турските власти. В България се появяват икономически и социални проблеми, тъй като цели села и области се обезлюдяват напълно или частично. Местната промишленост изпитва затруднения, а също и големи индустриални предприятия в страната и в транспорта, където работят и български турци. Налага се българските власти да организират прибирането на реколтата в обезлюдените райони с помощта на бригадири – войници и ученици. Разискват се въпросите около движимата и недвижимата собственост на изселващите се, добитъка, изтеглените спестявания, регламентирането на изнасяните стоки и парични суми. Предприемат се мерки жилищата да бъдат изкупувани от общините, а не от частни лица.
От промените се възползват между 300 и 400 000 граждани на България. В Народното събрание на 1 август е внесена протестна декларация на Клуба за подкрепа на гласността и преустройството срещу прогонването на българските турци.
Между отварянето и затварянето на границата от турската страна, от 3 юни до 21 август 1989 г., около 360 000 души успяват да емигрират, макар че до отстраняването на Живков от власт около 40 хиляди се завръщат в България, преди да е изтекъл срокът на издадените им тримесечни визи. До края на 1990 г. в България се завръщат над 150 000 от изселниците.